# Élection présidentielle estonienne de 2006
L'élection présidentielle estonienne de 2006 (2006. aasta Eesti presidendivalimised) s'est tenue du 26 août au 23 septembre 2006, au suffrage universel indirect. Elle devait déterminer le successeur d'Arnold Rüütel, élu en 2001.
Il a fallu attendre le quatrième tour de scrutin, organisé devant un collège électoral rassemblant les députés du Riigikogu et des représentants des collectivités locales, pour voir l'élection d'un candidat, en l'occurrence le député européen Toomas Hendrik Ilves, membre du Parti social-démocrate (SDE).

## Règles

### Procédure
Le président de la république d'Estonie est élu pour un mandat de cinq ans, renouvelable consécutivement une seule fois, au suffrage universel indirect selon une procédure en deux temps.
Aux trois premiers tours de scrutin, seuls votent les 101 députés membre du Riigikogu. Pour être élu, tout candidat doit recueillir le soutien d'au moins les deux tiers des députés, soit en l'espèce 68 voix. En cas d'échec au premier tour, un deuxième tour a lieu le lendemain. Si celui-ci ne permet pas de désigner un nouveau chef de l'État, un troisième tour de scrutin est tenu le même jour, où seuls peuvent se présenter les deux candidats arrivés en tête du deuxième tour.
Si personne n'a été élu à l'issue de ces trois tours, un collège électoral, constitué des députés et de représentants des collectivités locales, est convoqué par le président du Riigikogu dans un délai d'un mois. Est élu celui qui obtient la majorité absolue des voix. Si ce quatrième tour est infructueux, un cinquième est organisé, et voit la victoire du candidat qui obtient le plus grand nombre de voix.

### Conditions de candidature
Aux deux premiers tours, seuls peuvent être candidats les citoyens estoniens âgés d'au moins 40 ans et pouvant justifier du soutien d'au moins un cinquième des députés, c'est-à-dire 21 élus. Au quatrième tour, outre les deux candidats ayant obtenu le plus grand nombre de voix au Riigikogu, tout citoyen justifiant du soutien de 21 membres du collège électoral a le droit d'être candidat.

## Candidats

### Nom

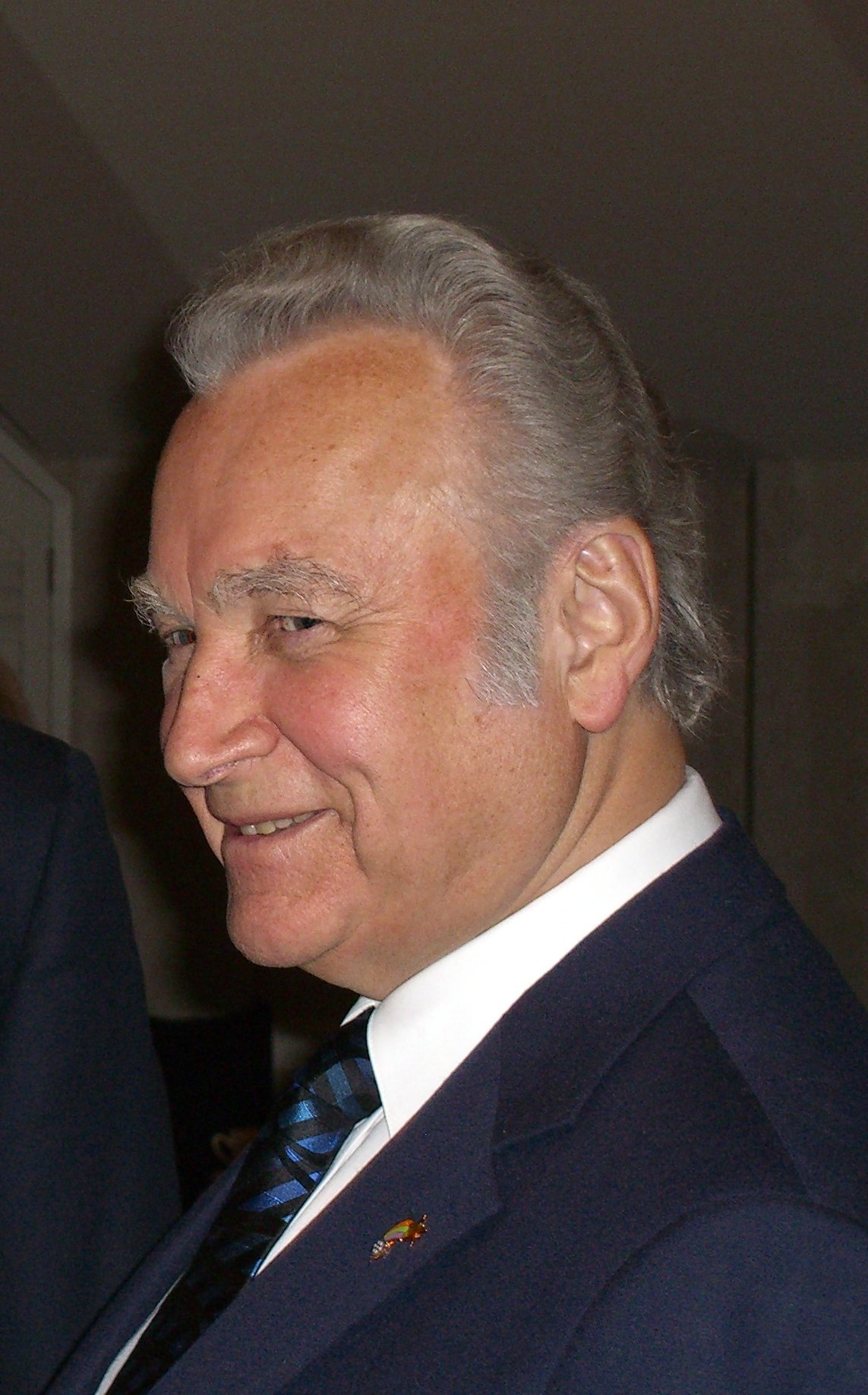
Arnold Rüütel, président sortant
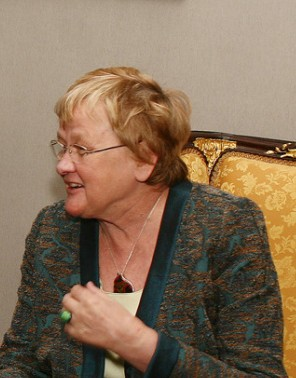
Ene Ergma (Res Publica)
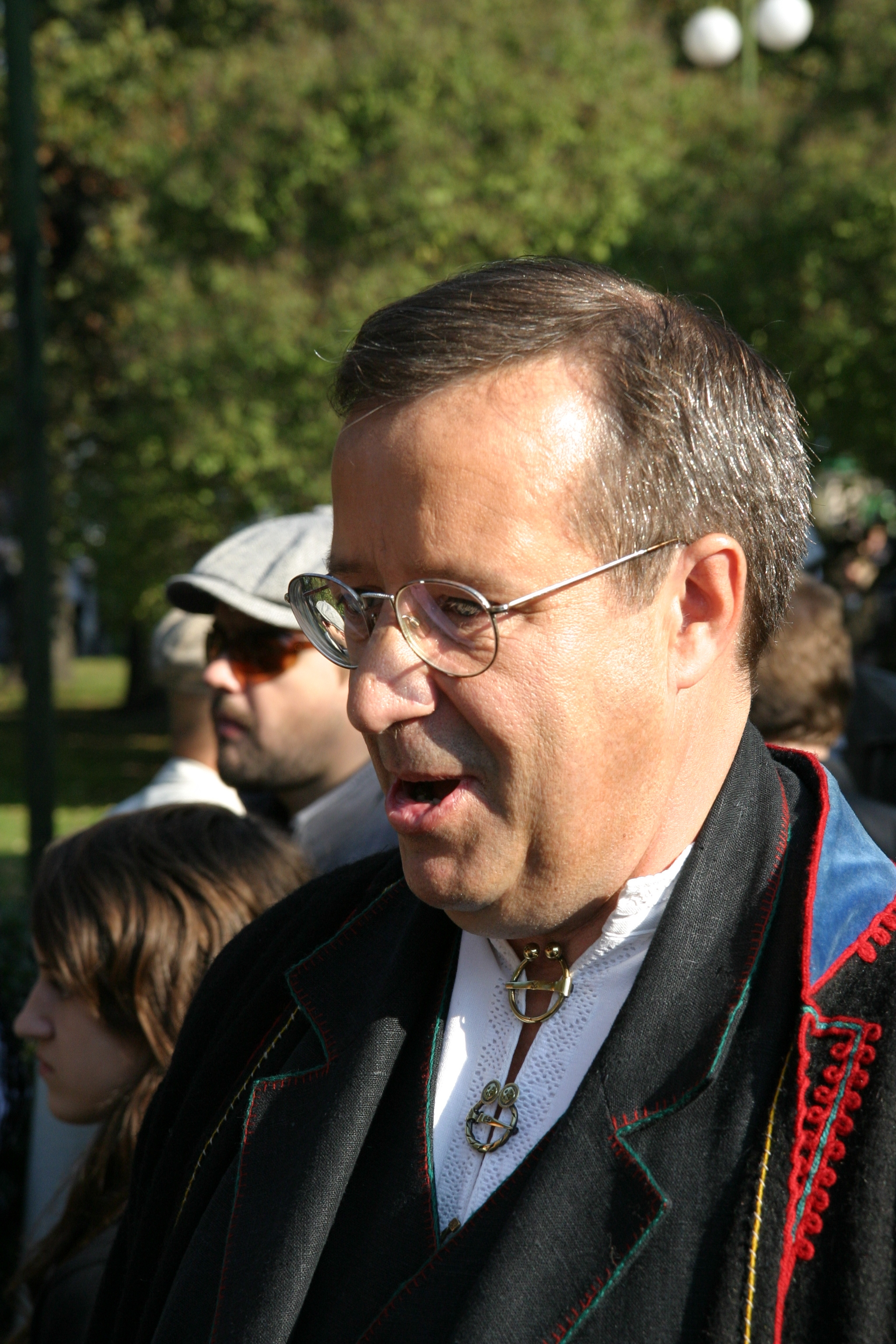
Toomas Hendrik Ilves (SDE)

### Désignation
Au mois de mars 2006, les partis Res Publica (RP), Parti du centre (EK), Parti de la réforme (ER), Union Pro Patria (IL) et Parti social-démocrate (SDE) se sont mis d'accord pour désigner ensemble un candidat commun à la présidence. Ensemble, ils détenaient 77 sièges sur les 99 députés effectivement en fonction, c'est-à-dire une confortable avance de 9 sièges sur la majorité requise. À la suite de diverses consultations, seuls restaient en lice au, 19 juillet, Ene Ergma (RP), vice-présidente du Riigikogu, et Toomas Hendrik Ilves (SDE), député européen et ancien ministre des Affaires étrangères.
De son côté, le président Arnold Rüütel a fait acte de candidature pour un second mandat le 18 mai, et obtenu le soutien de l'Union du peuple (ERL, 13 élus).
Alors que les cinq autres formations devaient déterminer leur candidat commun le 3 août, la réunion a été repoussée d'une semaine, puis l'EK s'est retiré de la concertation. Les quatre partis restants ont alors apporté leur soutien à Ene Ergma, tout en spécifiant que Toomas Hendrik Ilves serait leur candidat dans le cas d'un éventuel second tour. Le 13 août, l'EK s'est jointe à l'ERL pour soutenir le président sortant.

## Résultats
Aux trois premiers tours de scrutin, qui se sont tenus les 26 et 27 août 2006 au Riigikogu, sous la présidence de Toomas Varek, il n'y avait qu'un seul candidat en lice, et la majorité à atteindre — deux tiers de ses membres — était fixée à 68 voix. Lors du quatrième tour, organisé le 23 septembre devant le collège électoral, constitué des 101 députés du Riigikogu et de 244 représentants des collectivités locales, réunis dans la salle de concert « Estonia » de Tallinn, Toomas Hendrik Ilves et Arnold Rüütel étaient les deux seuls candidats. La majorité absolue, alors requise, était de 173 voix.
| Candidats | Candidats                 | Suffrages | Suffrages | Suffrages | Suffrages |
| Candidats | Candidats                 | 1er tour  | 2e tour   | 3e tour   | 4e tour   |
| --------- | ------------------------- | --------- | --------- | --------- | --------- |
|           | Ene Ergma                 | 65        | –         | –         | –         |
|           | Toomas Hendrik Ilves      | –         | 64        | 64        | 174       |
|           | Arnold Rüütel             | –         | –         | –         | 162       |
|           | Abstentions, blancs, nuls | 34        | 35        | 35        | 9         |

Le député européen Toomas Hendrik Ilves ayant finalement obtenu la majorité, il est élu président de la République et prête serment le 9 octobre. C'est la première fois depuis l'indépendance de l'Estonie que le président sortant est battu.